# Kīlauea
Il Kīlauea è un vulcano situato sull'isola Hawaii, la più estesa dell'omonimo arcipelago. Il suo nome, nella lingua locale polinesiana significa "nuvola di fumo che sale".

## Descrizione
I vulcani come il Kīlauea si formano per la presenza sotto la crosta terrestre di un punto caldo di risalita di roccia fusa, fenomeno vulcanico caratteristico di pochissime aree della superficie terrestre (p. es. Islanda, Yellowstone).
Buona parte della superficie di lava che lo ricopre ha poco più di 1000 anni. Si trova sulle pendici, ad una quota di 1200 metri, di uno dei più grandi vulcani del mondo, il Mauna Loa. Di questo complesso fanno parte anche altri elementi: il Puʻu ʻŌʻō e il Halema'uma'u, il primo un cono vulcanico, che è attivo ininterrottamente dal 4 maggio 2018 e il secondo un cratere pressoché circolare (770 x 900 m) all'interno (83 m sotto il livello di base) della più ampia caldera del Kilauea, attualmente (2013) attivo con un lago di lava che fluttua tra i 70 e i 150 m sotto l'orlo del cratere. La lava raffreddandosi velocemente al contatto con l'acqua marina forma nuvole di gas e vapore, aumentando contemporaneamente la superficie dell'isola; vengono a crearsi inoltre improvvise fontane di lava, con ricadute e solidificazioni di ceneri, formazione e collassi di coni. I versamenti magmatici formano, per poi percorrerli, tunnel di lava. Tutte queste sono le attività tipiche di questo complesso vulcanico. I continui cambiamenti dovuti alla natura mutevole dei vulcani attivi rendono questa una zona in continua evoluzione.
Recenti studi hanno indagato sulla struttura interna del vulcano, grazie all'analisi delle onde sismiche che lo attraversano, arrivando alla localizzazione del serbatoio magmatico, situato a pochi chilometri di profondità; quindi la struttura vulcanica, costituita dalla lava solidificata, è collocata sopra il serbatoio. Ad ogni eruzione, la lava del vulcano viene sotterrata dai flussi lavici successivi; questo fatto comprime sempre più la lava fino a che la sua densità pareggi quella del magma. Questa condizione è stata rintracciata ad una profondità di circa tre chilometri. Inoltre ad ogni eruzione la sommità del vulcano va in subsidenza e la composizione della lava muta durante certe eruzioni prolungate, e la lava fuoriuscita tardivamente è più ricca di olivina e presenta una temperatura più alta della lava precedentemente eruttata.

La lava esplode a contatto con l'acqua dell'oceano.

Ulteriori studi effettuati presso l'Hawaiian Volcano Observatory hanno chiarito che il volume di lava espulso nella fase eruttiva e con esso anche il magma emesso dal serbatoio, è proporzionale al livello del rift responsabile del fenomeno eruttivo. Inoltre tra il serbatoio e le profondità magmatiche che lo riforniscono si viene a creare, durante l'eruzione, una differenza di pressione che produce come effetto il riempimento del serbatoio stesso; alla fine dell'eruzione, parti di roccia chiudono il condotto in cui è circolato il magma e quindi la conseguenza di tutto ciò è l'intensificarsi della pressione, causato dalla risalita del magma dal mantello e la creazione di nuovi passaggi sotterranei nel momento in cui il serbatoio si riempie.
In qualche occasione, il Kīlauea è stato protagonista di forti esplosioni di vapore, che hanno provocato numerosi morti, come nel 1790, inoltre un altro pericolo per la popolazione locale è il rischio di un fenomeno sismico e proprio il Kīlauea ha prodotto, il 29 novembre del 1975, uno dei più violenti terremoti americani del XX secolo, raggiungendo una intensità di magnitudo di 7,2.
I terremoti sono la conseguenza di spostamenti in massa di magma, soprattutto se ubicati nella zona di rift.
Gli abitanti delle Hawaii associavano i fenomeni vulcanici agli umori di una divinità femminile denominata Pele, la cui abitazione sarebbe ubicata in corrispondenza del grande cratere situato in cima al Kīlauea.